# فرديناند فريدريش رويس
فرديناند فريدريش رويس (بالألمانية: Ferdinand Friedrich von Reuss)‏  (و. 1778 – 1852 م) هو فيزيائي، وأمين مكتبة، وطبيب من ألمانيا . ولد في توبينغن .
توفي في شتوتغارت ، عن عمر يناهز 74 عاماً.